# Tisler
Tisler est un groupe d'îles de la commune de Hvaler , dans le comté d'Østfold en Norvège.

## Description
L'île de 0,4 km2 se trouve dans l'Oslofjord extérieur, la plus au sud de l'archipel de Hvaler, au nord de Kirkøy. Elle est l'une des dernières îles avant la frontière de la Suède et du Skagerrak.
La dernière famille d'agriculteurs et de pêcheurs a déménagé de l'île à Skjærhalden en 1939. Aujourd'hui, Tisler n'est pas habitée, sauf l'été, lorsque de nombreuses personnes viennent dans leurs chalets pour profiter du soleil et du climat chaud.

## Aire protégée
L'île fait partie du parc national d'Ytre Hvaler.

## Galerie

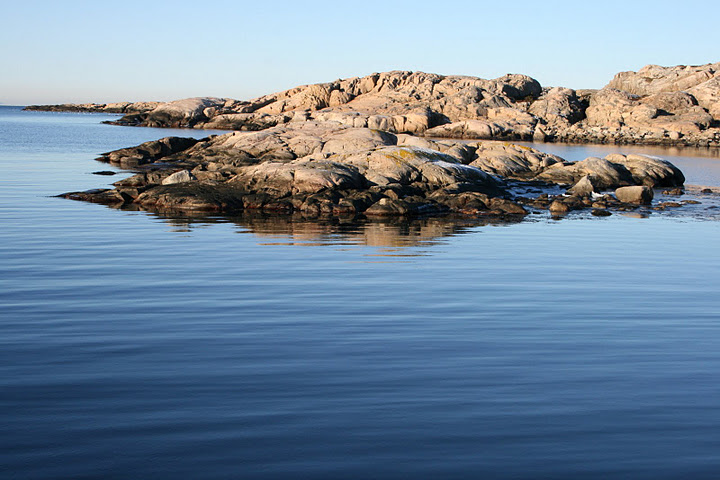
Rivage de Tisler dans le parc national